# Nagyorrú cápa
A nagyorrú cápa (Carcharhinus altimus) a porcos halak (Chondrichthyes) osztályának kékcápaalakúak (Carcharhiniformes) rendjébe, ezen belül a kékcápafélék (Carcharhinidae) családjába tartozó faj.

## Előfordulása
A nagyorrú cápa világszerte előfordul. Az Atlanti-óceán nyugati felén az Amerikai Egyesült Államokbeli Floridától egészen Venezueláig, míg ugyanez óceán keleti felén Szenegál és Ghána között található meg. A Földközi-tengerben is van állománya. Az Indiai-óceánban az elterjedése a Vörös-tenger, a Dél-afrikai Köztársaság és India között terül el. A Nyugat-Csendes-óceánban Kína, Ausztrália és Hawaii között találhatók meg az állományai. A Kelet-Csendes-óceánban a Kaliforniai-öböltől egészen Ecuadorig lelhető fel.

## Megjelenése
Ez a szirticápa általában 250 centiméter hosszú, de 300 centiméteresre is megnőhet. 226 centiméteresen már felnőttnek számít. A legnehezebb kifogott példány 167,8 kilogrammot nyomott. Testalkata tömzsi és orsószerű. Pofája hosszú és széles. Az orrlyukait nagy lebenyek takarják. A fogai háromszög alakúak és fűrészes szélűek. A két hátúszó között jól látható kiemelkedés van. A mell- és hátúszói nagyok és egyenesek. Háti része és oldalai szürkések, alig kivehető mintázatokkal, míg hasi része fehér. A mellúszók belső sarkai feketések.

## Életmódja
Szubtrópusi cápafaj, amely a korallzátonyok közelében él, 20-810 méteres mélységek között. Általában 80-220 méter mélyen tartózkodik. A kontinentális selfeket és lejtőket kedveli; a sekély vízben ritka. A fiatal inkább fentebbi szinteken úszik. Tápláléka csontos halak, más cápák, tüskésrájafélék és tintahalak.

## Szaporodása
A nagyorrú cápa elevenszülő; a szikzacskó méhlepényszerűen kapcsolódik a nőstény szöveteihez. Kétévente ellik egy almot. Az alomban 1-13 kis cápa lehet, az átlag azonban 9. A Földközi-tengerben augusztus és szeptember között, míg a Madagaszkár környékén szeptember és október között jönnek világra a kis cápák. Születésükkor 60-90 centiméteresek. Párosodáskor egymáshoz simulnak.

## Felhasználása
Ennek a cápának csak kisebb mértékű a halászata. Húsáért és májolajáért halásszák.

## Képek

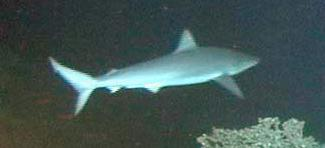
A természetes élőhelyén
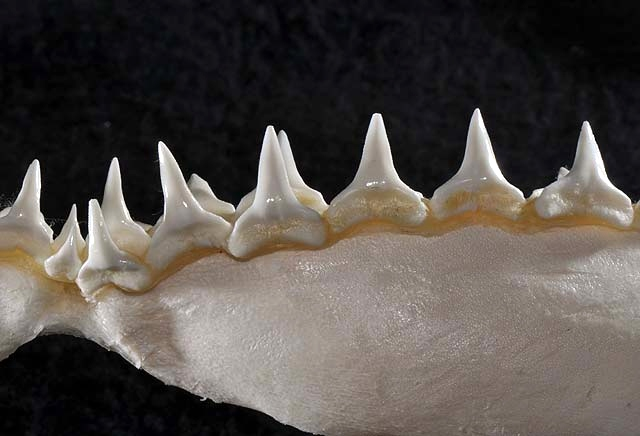
A fogai
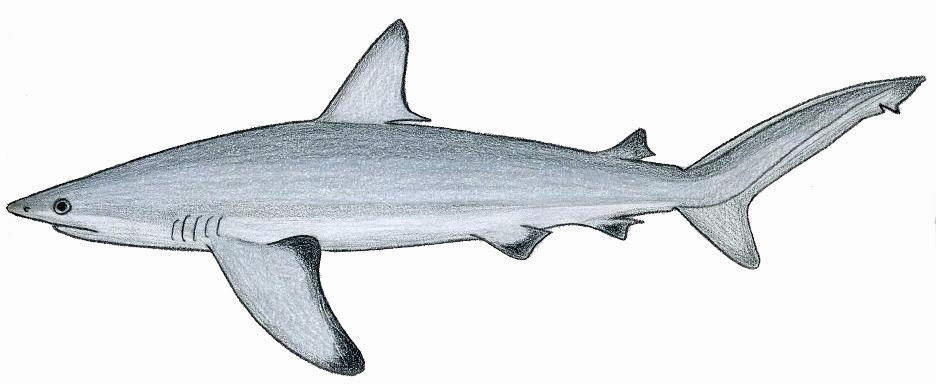
Rajzok a
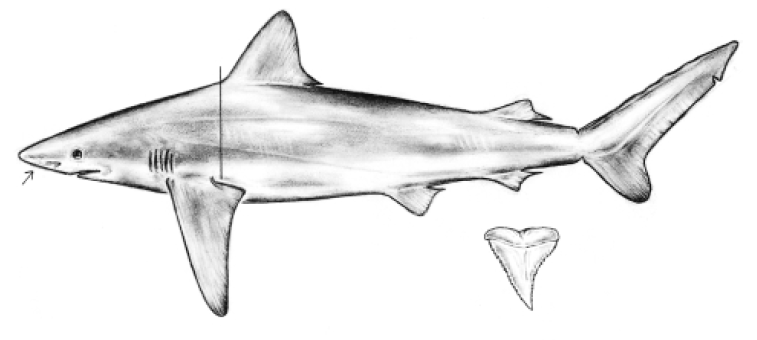
cápáról